# Pittosporum pauciflorum
Pittosporum pauciflorum är en tvåhjärtbladig växtart som beskrevs av William Jackson Hooker och Arn. Pittosporum pauciflorum ingår i släktet Pittosporum och familjen Pittosporaceae. Utöver nominatformen finns också underarten P. p. oblongum.